# Харламова, Марина Владимировна
Мари́на Влади́мировна Харла́мова (род. 24 мая 1962, Михайловка, Волгоградская область), в девичестве Ивано́ва — советская легкоатлетка, специалистка по спринтерскому бегу. Выступала за сборную СССР по лёгкой атлетике в 1980-х годах, обладательница бронзовой медали чемпионата мира, победительница и призёрка первенств национального значения. Представляла Волгоград и физкультурно-спортивное общество «Динамо». Мастер спорта СССР международного класса. Впоследствии проявила себя в юридической сфере.

## Биография
Марина Иванова родилась 24 мая 1962 года в городе Михайловка Волгоградской области.
Начала заниматься бегом в 1975 году, проходила подготовку в Волгограде, выступала за физкультурно-спортивное общество «Динамо».
Впервые заявила о себе в лёгкой атлетике на международном уровне в сезоне 1979 года, когда вошла в состав советской национальной сборной и побывала на юниорском европейском первенстве в Быдгоще, откуда привезла награду бронзового достоинства, выигранную в эстафете 4 × 400 метров. Также стала здесь четвёртой в индивидуальном беге на 400 метров.
В 1982 году на зимнем чемпионате СССР в Москве выиграла бронзовую медаль в беге на 400 метров, тогда как на летнем чемпионате СССР в Киеве в составе второй команды РСФСР одержала победу в эстафете 4 × 400 метров.
В 1983 году на чемпионате страны в рамках VIII летней Спартакиады народов СССР в Москве стала серебряной призёркой в эстафете 4 × 400 метров. Позже в той же дисциплине стала второй на Кубке Европы в Лондоне и завоевала бронзовую медаль на чемпионате мира в Хельсинки — советских спортсменок здесь обошли только представительницы Восточной Германии и Чехословакии.
На чемпионате СССР 1987 года в Брянске взяла бронзу в эстафете 4 × 400 метров.
В 1988 году на чемпионате СССР в Таллине стала серебряной призёркой в эстафете 4 × 400 метров.
На зимнем чемпионате СССР 1989 года в Гомеле победила в беге на 400 метров, после чего отправилась представлять страну на чемпионате мира в помещении в Будапеште, где сумела дойти до стадии полуфиналов.
За выдающиеся спортивные достижения удостоена почётного звания «Мастер спорта СССР международного класса».
Окончила Высшую следственную школу МВД СССР по специальности «правоведение» (1985), с 2007 года занимала должность руководителя юридического управления ЗАО «ВПК».